# شهریار ساری
باشگاه شهریار ساری یک باشگاه فرهنگی ورزشی ایرانی است که در شهر ساری واقع شده است.
این باشگاه در رقابت‌های لیگ برتر فوتبال ساحلی مردان ایران حضور داشت.

## انحلال
این تیم پرطرفدار ساروی به دلیل مشکلات مالی و حمایت نکردن رنگرز مدیرکل ورزش استان مازندران در تاریخ چهارشنبه ۲۵ خرداد ۱۴۰۱ برای بازی با پارس جنوبی جم حاضر نشد و به میدان نرفت این بازی قرار بود ساعت ۲۰:۳۰ در ورزشگاه دهکده گردشگری برگزارشود و به دلیل اینکه این تیم ساروی هفته اول هم به دلیل مشکلات مالی به میدان نرفته بود و انصراف داده بود از گردونه رقابت های لیگ برترفوتبال ساحلی حذف شد و به سه دسته پایین تر سقوط کرد و به همین دلیل با توجه به مشکلات مالی، این تیم برای همیشه منحل شد.

## افتخارات
- لیگ برتر فوتبال ساحلی مردان ایران:
  - نایب قهرمان(۱):٩٧-۱٣٩۶ [۷]